# Neokolonializm
Neokolonializm – kontynuacja lub ponowne narzucenie imperialistycznych rządów przez państwo (zazwyczaj byłe mocarstwo kolonialne) nad innym niepodległym państwem (zazwyczaj byłą kolonią). 
Neokolonializm przyjmuje formę imperializmu ekonomicznego, globalizacji, imperializmu kulturowego i pomocy warunkowej w celu wywarcia wpływu lub kontroli nad krajem rozwijającym się, w miejsce wcześniejszych metod charakterystycznych dla kolonializmu: bezpośredniej kontroli militarnej lub pośredniej kontroli politycznej (hegemonii).
Od przejawów globalizacji i pomocy rozwojowej neokolonializm różni się tym, że zazwyczaj skutkuje relacją zależności, podporządkowaniem lub zobowiązaniem finansowym wobec państwa oferującego pomoc warunkową, stanowiącą formę praktyki neokolonialnej. Może to skutkować nadmiernym stopniem kontroli politycznej lub spiralnym zadłużeniem, funkcjonalnie imitując relacje tradycyjnego kolonializmu. Neokolonializm często dotyka wszystkich poziomów społeczeństwa, tworząc systemy, które są niekorzystne dla lokalnych społeczności, jak np. neokolonialna nauka.

## Charakterystyka terminu
Pojęcie zostało wprowadzone oraz scharakteryzowane przez Kwame Nkrumaha, działacza politycznego, myśliciela i pierwszego prezydenta Ghany. W swojej książce Neo-Colonialism: the Last Stage of imperialism, określił istotę neokolonializmu, jako sytuację, w której państwo teoretycznie niepodległe i posiadające wszystkie zewnętrzne oznaki międzynarodowej suwerenności, jest w rzeczywistości gospodarczo i politycznie zależne oraz kontrolowane z zewnątrz. 
Termin rozwijany był następnie przez zachodnich filozofów, takich jak Jean-Paul Sartre (w artykule Colonialism and Neocolonialism, 1964), czy Noam Chomsky (w książce The Washington Connection and Third World Facism, 1979). 

Po raz pierwszy, termin neokolonializm, użyty został w kontekście dalszych ekonomicznych i kulturowych relacji państw europejskich z ich byłymi koloniami, które zostały wyzwolone po II wojnie światowej. Na konferencji Narodowego Związku Sił Ludowych (Union Nationale des Forces Populaires, UNFP) w 1962 roku, Mehdi Ben Barka, marokański polityk i późniejszy przewodniczący Konferencji Trójkontynentalnej, użył terminu al-isti'mar al-jadid (arabski: الاستعمار الجديد "nowy kolonializm"), aby opisać trendy polityczne w Afryce we wczesnych latach sześćdziesiątych.
الاستعمار الجديد عبارة عن سياسة تعمل من جهة على منح الاستقلال السياسي، وعند الاقتضاء إنشاء دول مصطنعة لا حظ لها في وجود ذاتي، ومن جهة أخرى، تعمل على تقديم مساعدات مصحوبة بوعود تحقيق رفاهية تكون قواعدها في الحقيقة خارج القارة الإفريقية.
Neokolonializm to polityka, która funkcjonuje z jednej strony poprzez przyznawanie niepodległości politycznej, a w razie potrzeby tworzenie sztucznych państw, które nie mają szans na suwerenność, a z drugiej strony poprzez udzielanie "pomocy", której towarzyszą obietnice osiągnięcia dobrobytu, choć w rzeczywistości jej bazy znajdują się poza kontynentem afrykańskim.

Mehdi Ben Barka w al-Ikhtiar ath-Thawri fi l-Maghrib (Maj, 1962)
Nkrumaha w swoim pamflecie Neo-Colonialism, the Last Stage of Imperialism, napisał, że nadana przez niego nazwa, jest silnie związana z samym pojęciem kolonializmu. W jego miejsce, jako głównego instrumentu imperializmu, rozwinął się neokolonializm, który również jest próbą eksportu społecznych konfliktów krajów kapitalistycznych w miejsca, które były od nich zależne. Jej celem jest wykorzystywanie potęgi finansowej krajów rozwiniętych w taki sposób, aby zubażać kraje mniej rozwinięte.

## Założenia
Neokolonializm rozwinął się po rozpoczęciu demontażu kolonializmu i terytorialnych imperializmów, wraz z umacnianiem się monopolistycznego kapitalizmu przemysłowego. W przeciwieństwie do zależności kolonialnych opartych na eksploatowaniu terytorium i kultury kolonii przez mocarstwo, natura neokolonializmu kształtującego się w systemie kapitalizmu postindustrialnego, jest ekonomiczna. 
Rezultatem neokolonializmu jest to, że zagraniczny kapitał nie jest wykorzystywany do pomocy rozwojowej dla mniej rozwiniętych części świata, a do ich wyzysku. Inwestycje, w ramach neokolonializmu, zwiększają, a nie zmniejszają, przepaść między bogatymi i biednymi krajami świata. 
Metody i forma zależności neokolonialnej mogą przybierać różne kształty. W skrajnym przypadku państwo, chcące sprawować kontrolę nad rządem innego kraju może garnizonować na jego terytorium swoje wojska. Częściej jednak kontrola neokolonialna sprawowana jest za pomocą środków ekonomicznych lub monetarnych. Państwo neokolonialne może być zobowiązane do przyjmowania dóbr wytworzonych przez imperialistyczne mocarstwo, z wyłączeniem konkurencyjnych produktów z innych miejsc, co prowadzi do powstania monopolu i uzależnienie państwa od swojego eksportera. Przejawem kontroli nad polityką rządu w państwie neokolonialnym mogą być płatności na poczet kosztów funkcjonowania mocarstwa, przez zapewnienie urzędnikom państwowym stanowisk, na których mogą kształtować politykę państwa zależnego. Kontrola może być również monetarna, przejawiająca się znaczącym wpływem na wymianę zagraniczną poprzez narzucenie systemu bankowego kontrolowanego przez mocarstwo imperialne.
Tam, gdzie istnieje neokolonializm, władzą sprawującą kontrolę jest często państwo, które wcześniej rządziło danym terytorium, ale nie zawsze tak jest. W przypadku Wietnamu Południowego dawnym mocarstwem imperialnym była Francja, ale neokolonialna kontrola nad państwem była tam sprawowana przez Stany Zjednoczone. Państwo nie musi być także jedynym podmiotem kreującym neokolonialne zależności. Możliwe jest sprawowanie kontroli przez konsorcja, których nie można utożsamiać z żadnym konkretnym państwem. Przykładem jest kontrola Konga przez wielkie międzynarodowe koncerny finansowe.